# Pedro Arias Dávila
Pedro Arias Dávila, també conegut com a Pedrarias Dávila (Segòvia, Castella, 1468 - León Viejo, Nicaragua, 1531) va ser un noble, polític i militar castellà destacat per la seva participació a Amèrica, on va ostentar els càrrecs de governador i capità general de Castella d'Or, i governador de Nicaragua (1528-1531).
Va ser sobrenomenat el Galán i el Justador, perquè des de ben jove sobresortia en l'ús de la llança, destacant en totes les justes i tornejos en què participava.

## Biografia
Pertanyia a una de les famílies aristocràtiques més influents de Segòvia, els Arias Dávila, d'origen judeoconvers, fundada pel seu avi Diego Arias Dávila, comptador major de Castella. Va néixer l'any 1468, sent fill de Pedro Arias Dávila, anomenat «el Valent», destacat durant el regnat d'Enric IV de Castella, a qui va servir des de petit com a donzell quan encara era príncep d'Astúries; i de Maria Ortiz de Cota, també pertanyent a una família conversa de la ciutat de Toledo.
Seguint la tradició familiar, va ser criat a la cort castellana, primer a la del rei Enric, i després a la dels Reis Catòlics, arribant a ser amb els anys un expert militar i un dels més famosos coronels de l'exèrcit dels Reis Catòlics. Es va distingir durant la Guerra de Granada i en les guerres contra Portugal i França. Va participar en la Presa d'Orà de 1509, dirigint les esquadres de Segòvia i Toledo, i en la Presa de Bugia en 1510, com a coronel d'infanteria al capdavant de catorze soldats, sent el primer a escalar els murs de la plaça, després de donar mort a l'alferes musulmà que la custodiava, i encapçalava la guarnició quan a l'estiu Abu-Hammu la intentà recuperar mentre Pere Navarro prenia a Trípoli. Aquesta heroica defensa li va valer incrementar les armes del seu escut familiar per una reial provisió de 12 d'agost de 1512.

### Servei a Amèrica
El 1513 va ser nomenat governador i capità general de Castella d'Or, que comprenia territoris dels actuals Nicaragua, Costa Rica, Panamà i la part nord de Colòmbia. Va assumir el càrrec el 1514, tot i comptar ja llavors amb uns 54 anys.
En 1519 va fundar la Ciutat de Panamà en el seu primitiu assentament i que actualment és coneguda com a Panamà la Vieja. Es va caracteritzar pel seu temperament ambiciós i la crueltat amb què va tractar tant als indígenes com als espanyols que estaven sota el seu comandament, la qual cosa li va merèixer el sobrenom de Furor Domini («Ira de Déu»). Entre altres accions, va ordenar decapitar Vasco Núñez de Balboa, promès de la seva filla María de Peñalosa, i a Francisco Hernández de Córdoba.
Va formar part de l'acord inicial per organitzar l'expedició al Perú, amb Francisco Pizarro i Diego de Almagro, però el 1526 se'n va desentendre.
Davant les greus acusacions formulades en contra seva va ser separat de la Governació de Castella d'Or, però posteriorment va ser nomenat governador de Nicaragua, càrrec que va exercir des 1528 fins a la seva mort, ocorreguda a León Viejo el 1531.
Les suposades restes de Pedrarias Dávila van ser descoberts el 2000, al costat de les de Francisco Hernández de Córdoba (identificat per estar decapitat) al presbiteri de l'església de la Merced de León, i posteriorment sepultats ambdós al Memorial dels Fundadors, construït aquell mateix any en un sector de la seva antiga plaça major. Paradoxalment les restes d'Hernández de Córdoba van ser honrades amb 21 canonades de l'Exèrcit de Nicaragua i sepultades al lloc d'honor del Memorial, mentre les de Dávila eren sepultades als peus de l'anterior.

### Matrimoni i descendència
Va casar-se amb la dama segoviana Isabel de Bobadilla y Peñalosa, filla de Francisco de Bobadilla, comanador de l'Orde de Calatrava i conqueridor de Granada, i Maria de Peñalosa, i neboda de Beatriz de Bobadilla, marquesa de Moya, molt propera a Isabel la Catòlica, de qui es deia: «Después de la reina de Castilla, la Bobadilla». Fruit d'aquest matrimoni van tenir cinc fills:
1. Diego Arias Dávila y Bobadilla.
2. Pedro Arias Dávila y Bobadilla, comte de Puñonrostro, casat amb Ana Girón.
3. Elvira de Bobadilla, casada amb Urbano de Arellano, senyor de Clavijo i Miraflores.
4. Maria Arias de Peñalosa, casada amb Rodrigo de Contreras, regidor de Segòvia.
5. Isabel Arias Dávila y Bobadilla, casada amb Diego de Soto.